# アトミックモンキーインターナショナルホールディングス
アトミックモンキーインターナショナルホールディングス株式会社は、アトミックモンキーグループの各社を傘下に置く持株会社。

## 沿革
- 2000年8月　株式会社アトミックモンキーを設立
- 2011年5月　上海應盟世投資諮詢有限公司を設立
- 2011年6月　アトミックモンキーインターナショナルホールディングス株式会社を設立
- 2011年6月　北京應盟世恒文化伝播有限公司を設立
- 2011年6月　Atomic Monkey Entertainment Production USA Co. Ltd.を設立(清算済)
- 2011年11月　SAS Atomic Monkey Franceを設立(清算済)
- 2011年12月　株式会社ランガムを設立（清算済）

## 関連会社
- 株式会社アトミックモンキー
- Atomic Monkey Entertainment Production USA Co. Ltd.(清算済)
- SAS Atomic Monkey France(清算済)
- 北京應盟世恒文化伝播有限公司
- 上海應盟世投資諮詢有限公司(清算済)
- ATL JAPAN SOCIEDAD ANONIMA DE CAPITAL VARIABLE
- 株式会社ランガム(清算済)